# Džamrúd
Džamrúd (urdsky جمرود‎) je město v Pákistánu. Leží v severní části země na pákistánské straně Chajbarského průsmyku, který vede přes Hindúkuš do Afghánistánu. Džamrúd patří do provincie Chajbar Paštúnchwá a s hlavním městem provincii Péšávarem je spojený silnicí i železnicí.
Díky své poloze u Chajbarského průsmyku leží město na historické trase mezi Střední Asií a Jižní Asií, která byla důležitá z obchodního i vojenského hlediska.
V současnosti se jedná o oblast se silným vlivem organizací Tálibán a al-Káida. V letech 2009 a 2011 zde došlo k teroristickým útokům, při obou zahynuly desítky lidí.